# Syndroom van Terson
Het syndroom van Terson is een oogafwijking die voorkomt bij patiënten die een hersenbloeding hebben doorgemaakt, met als oorzaak een subarachnoïdale bloeding, aneurysma of subdurale bloeding. Het wordt gekenmerkt door een intraoculaire bloeding die geassocieerd is met een intracerebrale bloeding, met als voorbeeld een glasvochtbloeding, subhyaloïdale of intraretinale bloeding.
De bloedingen in het oog ontstaan waarschijnlijk door een acute drukverhoging in de hersenen die leidt tot een verhoging van de bloeddruk in het oog. De volgende complicaties kunnen worden gezien bij het syndroom van Terson:
- Maculagat
- Epiretinaal membraan
- Visusverlies
- Netvliesplooien
- Proliferatieve vitreoretinopathie
- Ablatio retinae